# Anavinemina muraena
Anavinemina muraena är en fjärilsart som beskrevs av Druce 1892. Anavinemina muraena ingår i släktet Anavinemina och familjen mätare. Inga underarter finns listade i Catalogue of Life.